# Acontia disconnecta
Acontia disconnecta är en fjärilsart som beskrevs av Smith 1903. Acontia disconnecta ingår i släktet Acontia och familjen nattflyn. Inga underarter finns listade i Catalogue of Life.